# San Lorenzo Itzícuaro
San Lorenzo Itzícuaro es una localidad del estado mexicano de Michoacán. Es parte del municipio de Morelia.

## Toponimia
El nombre «San Lorenzo» hace referencia al santo patrono de la localidad: Lorenzo de Roma. El nombre «Itzícuaro» proviene de los términos en purépecha: itzi, agua; cuaro, locativo. Su significado es «Lugar de agua».

## Historia
La población fue fundada el 22 de julio de 1909 a partir de los terrenos obtenidos por la desamortización y fragmentación de la antigua Hacienda de Itzícuaro.

## Demografía
| Gráfica de evolución demográfica |
|                                  |

| Censo | Población |
| ----- | --------- |
| 1910  | 158       |
| 1921  | 177       |
| 1930  | 246       |
| 1940  | 154       |
| 1950  | 187       |
| 1960  | 403       |
| 1970  | 504       |
| 1980  | 414       |
| 1990  | 424       |
| 2000  | —         |
| 2010  | 1143      |
| 2020  | 1366      |